# Apallboda
Apallboda är en bebyggelse söder om E18 och väster om Bålsta i Övergrans socken i Håbo kommun. Från 2015 avgränsar SCB här en småort.